# 侯君舒
侯君舒（1963年6月—），河南宁陵人，中华人民共和国政治人物，管理学硕士、经济学硕士，副教授。

## 简历
1985年毕业于中国人民大学计划统计学院。同年7月，参加工作并加入中国共产党。1993年10月，取得牛津大學沃弗森學院硕士学位。1993年10月，任中国人民大学团委书记；1997年7月，任北京市人民政府办公厅副主任；1999年12月，任中共海淀区委副书记。2003年9月任中共延庆县委书记。2010年2月调任中共昌平区委书记。2018年1月任北京市人民代表大会常务委员会副主任。
2019年5月不再担任中共昌平区委书记。